# L'Aquila Calcio 1927 2015-2016
Questa voce raccoglie le informazioni riguardanti la società sportiva L'Aquila Calcio 1927 nelle competizioni ufficiali della stagione 2015-2016.

## Stagione
Per L'Aquila Calcio 1927, la stagione 2015-2016 è la 2ª in Lega Pro (la 22ª considerando la continuità con la Serie C) e la 29ª complessiva nel terzo livello del campionato di calcio italiano. Il club, inoltre, partecipa per l'11ª volta alla Coppa Italia e per la 16ª volta alla Coppa Italia Lega Pro. In seguito all'inchiesta che ha coinvolto l'ex collaboratore Ercole Di Nicola, quest'ultimo viene sostituito da Alessandro Battisti che rivestirà il ruolo di direttore sportivo. In panchina viene invece chiamato Carlo Perrone, ex allenatore della Salernitana. La squadra affronta il ritiro estivo a Colledimezzo (CH). Il 2 agosto L'Aquila debutta in Coppa Italia contro l'Arezzo tra le mura amiche del Tommaso Fattori, in attesa del trasferimento nel nuovo impianto. L'incontro termina con il punteggio di 2-0 per i rossoblù grazie alle reti del neo-capitano De Sousa e di Sanni. La settimana successiva gli aquilani capitolano in casa del Novara perdendo l'incontro per 5-0 ed abbandonando così la manifestazione al secondo turno. Il 29 agosto, in riferimento al primo filone dell'inchiesta Dirty Soccer, alla società viene comminata la penalizzazione di 1 punto per responsabilità oggettiva. L'Aquila esordisce in campionato il 6 settembre contro la Pistoiese vincendo 2-0 nonostante l'inferiorità numerica, annullando quindi fin da subito la penalità. La settimana successiva L'Aquila espugna il campo dell'Arezzo con una rete allo scadere (0-1). A questo punto la squadra entra in crisi, inanellando dalla 3ª alla 6ª quattro sconfitte, sempre di misura, rispettivamente da Pontedera (0-1), Ancona (1-0) SPAL (2-1) e Savona (0-1). Il tecnico rossoblù cerca di correre ai ripari arretrando in difesa il centrocampista Nicola Cosentini e dando più fiducia all'attaccante Raffaele Perna. Dopo aver pareggiato in trasferta con il Tuttocuoio (1-1), L'Aquila torna quindi alla vittoria all'8ª giornata sconfiggendo in casa la Carrarese (2-1). Dopo aver pareggiato in casa con il Santarcangelo (1-1), il 4 novembre affronta nuovamente l'Ancona allo stadio del Conero per i sedicesimi di finale di Coppa Italia Lega Pro, finendo sconfitta ai supplementari per 2-1. Pochi giorni dopo, nel 39º derby del Gran Sasso, sconfigge i rivali del Teramo per 2-0; la settimana successiva pareggia a Macerata contro i locali secondi in classifica (1-1) e 7 giorni più tardi sconfigge il Prato in casa per 2-0. Il 4 dicembre, nell'anticipo serale, viene battuta allo stadio Artemio Franchi dal Siena (3-1) in virtù di alcune disattenzioni difensive. Dopo una vittoria all'ultimo secondo contro il Rimini (2-1), i rossoblù capitolano nuovamente in Toscana perdendo 3-1 contro la Lucchese e chiudendo così l'anno solare in 11ª posizione, a 20 punti. L'Aquila termina il girone d'andata il 9 gennaio battendo in casa la Lupa Roma per 2-1 e conquistando la 9ª posizione in classifica con 23 punti. I rossoblù iniziano quindi il girone di ritorno venendo dapprima sconfitti in casa della Pistoiese (3-1), poi pareggiando allo stadio Tommaso Fattori, per 1-1, con l'Arezzo. Il ritorno alla vittoria avviene il 31 gennaio quando L'Aquila sbanca lo stadio Ettore Mannucci di Pontedera (1-2) nel giorno in cui si commemora la scomparsa di Nicola Mezzacappa, un giovane tifoso morto in un incidente stradale mentre si recava in trasferta proprio nella cittadina toscana, esattamente 22 anni prima. Il 1º febbraio, per il secondo filone dell'inchiesta Dirty Soccer, vengono comminati al club rossoblù ulteriori 13 punti di penalizzazione; L'Aquila scivola così dalla nona alla terz'ultima posizione, con 14 punti. Nelle successive due partite casalinghe, contro la quotata Ancona e la capolista SPAL, i rossoblù racimolano due pareggi rispettivamente per 1-1 e 0-0 (prima partita a reti bianche della stagione). Dopo aver battuto il Savona nello scontro diretto allo stadio Valerio Bacigalupo (1-2), gli abruzzesi pareggiano nuovamente in casa con il Tuttocuoio (0-0) prima di incappare nella seconda sconfitta dell'anno solare sul campo della Carrarese, perdendo per 2-1. Il 7 marzo tuttavia, la penalizzazione viene ridotta in appello di 7 punti e L'Aquila riconquista la 12ª posizione portandosi a 27 punti e fuoriuscendo così dalla zona play-out.

## Divise e sponsor
La società rinnova — all'inizio della stagione — la collaborazione con la Macron. Dopo alcuni anni in cui la divisa di casa è stata a 4 strisce, il club torna a vestire un completo a strisce dispari, 5 per la precisione, con le maniche, i pantaloncini ed i calzettoni interamente blu. La divisa da trasferta, dal canonico colore bianco, presenta due pali di colore blu che dal fondo si alzano, ruotando poi sulle maniche e venendo affiancati da una similare doppia palata di colore rosso. Il Main sponsor, presentato il 21 ottobre in conferenza stampa, è l'azienda aquilana Sodifa Srl, mentre gold sponsor rimane la lombarda R.B.M. SpA, già sponsor principale nella passata stagione. Il 29 ottobre è stato poi presentato il top sponsor, ossia la Costruzioni Iannini Srl dell'ex presidente rossoblù Eliseo Iannini; per la prima volta la maglia aquilana avrà quindi tre sponsorizzazioni, di cui una posta sul retro della casacca.
| Casa | Trasferta |

## Organigramma societario
Area direttiva
- Presidente: Corrado Chiodi
- Vicepresidente: Massimo Mancini
- Amministratore delegato: Angelo Antonio Ranucci
- Direttore generale: Fabio Guido Aureli
- Direttore area comunicazione, marketing e ufficio stampa: Daniela Rosone

Area organizzativa
- Responsabile area organizzativa: Giancarlo Di Crescenzo
- Team manager: Angelo Piccoli
- Segretario generale: Elianna Vaira

Area sanitaria
- Responsabile sanitario: Antonio Barrucci, Giovanni Cianca, Germano Rossini

Area tecnica
- Direttore sportivo: Alessandro Battisti
- Allenatore: Carlo Perrone
- Allenatore in seconda: Tommaso Grilli
- Preparatore atletico: Emiliano Notarmuzi
- Preparatore dei portieri: Tommaso Grilli

## Rosa
| N. |                        | Ruolo | Calciatore          |
| -- | ---------------------- | ----- | ------------------- |
|    | Italia (bandiera)      | P     | Luca Savelloni      |
|    | Italia (bandiera)      | P     | Francesco Scotti    |
|    | Italia (bandiera)      | P     | Giovanni Zandrini   |
|    | Inghilterra (bandiera) | D     | Myles Anderson      |
|    | Italia (bandiera)      | D     | Marco Bigoni        |
|    | Italia (bandiera)      | D     | Luca Bruno          |
|    | Italia (bandiera)      | D     | Dennis Di Mercurio  |
|    | Italia (bandiera)      | D     | Daniele Gizzi       |
|    | Italia (bandiera)      | D     | Giacomo Ligorio     |
|    | Italia (bandiera)      | D     | Giordano Maccarrone |
|    | Italia (bandiera)      | D     | Emanuele Pesoli     |
|    | Italia (bandiera)      | D     | Simone Piva         |
|    | Nigeria (bandiera)     | D     | Adedoyin Sanni      |
|    | Italia (bandiera)      | C     | Nicholas Bensaja    |

| N. |                    | Ruolo | Calciatore                  |
| -- | ------------------ | ----- | --------------------------- |
|    | Italia (bandiera)  | C     | Danilo Bulevardi            |
|    | Italia (bandiera)  | C     | Nicola Cosentini            |
|    | Italia (bandiera)  | C     | Alberto De Francesco        |
|    | Italia (bandiera)  | C     | Marco Iannascoli            |
|    | Italia (bandiera)  | C     | Manuel Mancini              |
|    | Croazia (bandiera) | C     | Hrvoje Miličević            |
|    | Italia (bandiera)  | C     | Cristian Stivaletta         |
|    | Italia (bandiera)  | A     | Tommaso Ceccarelli          |
|    | Italia (bandiera)  | A     | Claudio De Sousa (capitano) |
|    | Italia (bandiera)  | A     | Andrea Mancini              |
|    | Italia (bandiera)  | A     | Raffaele Perna              |
|    | Italia (bandiera)  | A     | Salvatore Sandomenico       |
|    | Italia (bandiera)  | A     | Vittorio Tateo Triarico     |

## Calciomercato

### Sessione estiva(dall'1/7 al 31/8)
Al termine della stagione 2014-2015, viene rescisso il contratto con il mediano Lorenzo Del Pinto, nativo aquilano ed in rossoblù nelle ultime due stagioni; più tardi il giocatore dichiarerà che se avesse saputo dell'arrivo di Alessandro Battisti come direttore sportivo non avrebbe preso questa decisione. Nelle settimane successive la società perderà altre pedine mostratesi fondamentali nelle passate stagioni, come il centrale difensivo Andrea Zaffagnini, il regista Francesco Corapi e gli attaccanti Mario Pacilli, anch'esso aquilano di nascita, e Francesco Virdis. Svincolatosi il capitano Marco Pomante — 85 presenze in tre anni all'Aquila —, la fascia passa all'attaccante Claudio De Sousa, di ritorno dal prestito al Como. In difesa la società acquista a titolo definitivo i centrali Myles Anderson, di origine inglese e proveniente dal Chievo, e Giordano Maccarrone, già in rosa nella passata stagione e svincolatosi dal Parma, oltre al terzino Marco Bigoni, proveniente dalla Civitanovese, mentre a centrocampo arriva in rossoblù il mediano Christian Stivaletta, proveniente dal San Nicolò. Tramite un accordo con il Pescara, inoltre, vengono presi in prestito i calciatori Nicholas Bensaja, Marco Iannascoli, Andrea Mancini, Hrvoje Miličević, Adedoyin Sanni e Luca Savelloni, tutti provenienti dal vivaio biancazzurro.
| Acquisti         | Acquisti            | Acquisti                  | Acquisti      |
| R.               | Nome                | da                        | Modalità      |
| ---------------- | ------------------- | ------------------------- | ------------- |
| P                | Luca Savelloni      | Pescara                   | prestito      |
| D                | Myles Anderson      | Chievo                    | definitivo    |
| D                | Marco Bigoni        | Civitanovese              | definitivo    |
| D                | Giordano Maccarone  | -                         | definitivo    |
| D                | Simone Piva         | Flaminia CivitaCastellana | definitivo    |
| D                | Adedoyin Sanni      | Pescara                   | prestito      |
| C                | Nicholas Bensaja    | Pescara                   | prestito      |
| C                | Marco Iannascoli    | Pescara                   | prestito      |
| C                | Hrvoje Miličević    | Pescara                   | prestito      |
| C                | Cristian Stivaletta | San Nicolò                | definitivo    |
| A                | Andrea Mancini      | Pescara                   | prestito      |
| Altre operazioni |                     |                           |               |
| R.               | Nome                | da                        | Modalità      |
| D                | Dennis Di Mercurio  | Melfi                     | fine prestito |
| C                | Manuel Mancini      | Messina                   | fine prestito |
| A                | Nicola Ciotola      | Ischia Isolaverde         | fine prestito |
| A                | Claudio De Sousa    | Como                      | fine prestito |

| Cessioni         | Cessioni            | Cessioni         | Cessioni                |
| R.               | Nome                | a                | Modalità                |
| ---------------- | ------------------- | ---------------- | ----------------------- |
| D                | Filippo Carini      |                  | rescissione consensuale |
| D                | Ivan Pedrelli       |                  | rescissione consensuale |
| D                | Andrea Zaffagnini   |                  | rescissione consensuale |
| C                | Adelio Cerbone      | Catania          | definitivo              |
| C                | Francesco Corapi    |                  | rescissione consensuale |
| C                | Lorenzo Del Pinto   |                  | rescissione consensuale |
| C                | Lucio Di Lollo      | Olympia Agnonese | definitivo              |
| C                | Mario Pacilli       |                  | rescissione consensuale |
| C                | Riccardo Perpetuini |                  | rescissione consensuale |
| A                | Nicola Ciotola      | Casertana        | definitivo              |
| A                | Francesco Virdis    |                  | rescissione consensuale |
| Altre operazioni |                     |                  |                         |
| R.               | Nome                | a                | Modalità                |
| P                | Ivan Cacchioli      | Parma            | fine prestito           |
| P                | Pierpaolo Ursini    |                  | svincolato              |
| D                | Massimo Gotti       |                  | svincolato              |
| D                | Francesco Karkalis  | Pescara          | fine prestito           |
| D                | Giordano Maccarrone | Parma            | fine prestito           |
| D                | Marco Pomante       |                  | svincolato              |
| D                | Simone Rea          |                  | svincolato              |
| D                | Andrea Scrugli      | Pescara          | fine prestito           |
| C                | Matteo Brillanti    |                  | svincolato              |
| C                | Marco Djuric        | Cesena           | fine prestito           |
| C                | Edoardo Pacini      |                  | svincolato              |
| A                | Lorenzo Di Stefano  |                  | svincolato              |
| A                | Demiro Pozzebon     | Avellino         | fine prestito           |
| A                | Maurizio Vella      | Juve Stabia      | fine prestito           |

### Operazioni esterne alle sessioni
| Acquisti | Acquisti | Acquisti | Acquisti |
| R.       | Nome     | da       | Modalità |
| -------- | -------- | -------- | -------- |

| Cessioni | Cessioni      | Cessioni | Cessioni   |
| R.       | Nome          | a        | Modalità   |
| -------- | ------------- | -------- | ---------- |
| D        | Daniele Gizzi |          | svincolato |

### Sessione invernale(dal 4/1 all'1/2)
Le continue incertezze del portiere titolare Giovanni Zandrini — condite anche da due espulsioni sul finale del girone d'andata — portano la società a tesserare lo svincolato Francesco Scotti. Dal Pescara si trasferiscono in prestito sia l'esperto centrale Emanuele Pesoli che il centrocampista Danilo Bulevardi. Sempre in prestito, viene ceduto alla Lupa Castelli Romani il difensore inglese Myles Anderson e viene acquistato il giovane centrale Luca Bruno, dal Crotone. Infine, rescinde il contratto con la società rossoblù il centrocampista Marco Iannascoli.
| Acquisti | Acquisti         | Acquisti | Acquisti   |
| R.       | Nome             | da       | Modalità   |
| -------- | ---------------- | -------- | ---------- |
| P        | Francesco Scotti |          | definitivo |
| D        | Luca Bruno       | Crotone  | prestito   |
| D        | Emanuele Pesoli  | Pescara  | prestito   |
| C        | Danilo Bulevardi | Pescara  | prestito   |

| Cessioni | Cessioni         | Cessioni             | Cessioni                |
| R.       | Nome             | a                    | Modalità                |
| -------- | ---------------- | -------------------- | ----------------------- |
| D        | Myles Anderson   | Lupa Castelli Romani | prestito                |
| C        | Marco Iannascoli |                      | rescissione consensuale |

## Risultati

### Lega Pro

#### Girone di andata
| Arbitro: | Guida (Salerno) |

|                             |           |  |
| Sandomenico 37’ Mancini 45’ | Marcatori |  |

| Arbitro: | Provesi (Treviglio) |

|  |           |               |
|  | Marcatori | 90+2’ Bensaja |

| Arbitro: | Capone (Palermo) |

|  |           |             |
|  | Marcatori | 7’ Scappini |

| Arbitro: | Strippoli (Bari) |

|              |           |  |
| Lombardi 55’ | Marcatori |  |

| Arbitro: | Vesprini (Macerata) |

|                         |           |                 |
| Cellini 32’ Finotto 77’ | Marcatori | 47’ Sandomenico |

| Arbitro: | Andreini (Forlì) |

|  |           |           |
|  | Marcatori | 7’ Virdis |

| Arbitro: | Catona (Reggio Calabria) |

|                |           |              |
| Shekiladze 71’ | Marcatori | 74’ De Sousa |

| Arbitro: | Morreale (Roma) |

|                              |           |               |
| Triarico 10’ Sandomenico 56’ | Marcatori | 30’ Infantino |

| Arbitro: | Guarino (Caltanissetta) |

|           |           |              |
| Perna 40’ | Marcatori | 4’ Margiotta |

| Arbitro: | Chindemi (Viterbo) |

|                                     |           |  |
| Montella 23’ Ricci 84’ Lupoli 90+2’ | Marcatori |  |

| Arbitro: | Pagliardini (Arezzo) |

|                           |           |  |
| Sandomenico 54’ Perna 65’ | Marcatori |  |

| Arbitro: | Viotti (Tivoli) |

|              |           |                |
| Fioretti 16’ | Marcatori | 67’ Ceccarelli |

| Arbitro: | Curti (Milano) |

|                |           |  |
| Perna 72’, 74’ | Marcatori |  |

| Arbitro: | De Tullio (Bari) |

|                                           |           |          |
| De Feo 23’ (rig.), 67’ (rig.) Bastoni 84’ | Marcatori | 55’ Piva |

| Arbitro: | Luciano (Lamezia Terme) |

|                                |           |              |
| Triarico 17’ Sandomenico 90+4’ | Marcatori | 76’ Polidori |

| Arbitro: | Panarese (Lecce) |

|                                            |           |              |
| Fanucchi 4’ Benvenga 8’ Terrani 53’ (rig.) | Marcatori | 60’ De Sousa |

| Arbitro: | Volpi (Arezzo) |

|                            |           |           |
| Mancini 3’ Sandomenico 16’ | Marcatori | 43’ Ricci |

#### Girone di ritorno
| Arbitro: | Pillitteri (Palermo) |

|                                     |           |           |
| Colombo 42’ Gargiulo 48’ Rovini 56’ | Marcatori | 50’ Perna |

| Arbitro: | Meleleo (Casarano) |

|                 |           |               |
| Sandomenico 70’ | Marcatori | 33’ Tremolada |

| Arbitro: | Mantelli (Brescia) |

|              |           |                                       |
| Scappini 57’ | Marcatori | 13’ (rig.) Ceccarelli 53’ Sandomenico |

| Arbitro: | Mastrodonato (Molfetta) |

|                 |           |               |
| Sandomenico 20’ | Marcatori | 49’ Di Ceglie |

| L'Aquila 13 febbraio 2016, ore 14:00 CET 22ª giornata | L'Aquila          | 0 – 0 referto | SPAL | Stadio Tommaso Fattori (1 108 spett.)\| Arbitro: \| Amabile (Vicenza) \| |
| Arbitro:                                              | Amabile (Vicenza) |               |      |                                                                          |

| Arbitro: | Guida (Salerno) |

|              |           |                              |
| Vannucci 46’ | Marcatori | 12’ Sandomenico 50’ De Sousa |

| L'Aquila 27 febbraio 2016, ore 15:00 CET 24ª giornata | L'Aquila      | 0 – 0 referto | Tuttocuoio | Stadio Tommaso Fattori (999 spett.)\| Arbitro: \| Candeo (Este) \| |
| Arbitro:                                              | Candeo (Este) |               |            |                                                                    |

| Arbitro: | Fiorini (Frosinone) |

|                       |           |                 |
| Gherardi 26’ Cais 42’ | Marcatori | 16’ Sandomenico |

| Arbitro: | Armando Ranaldi (Tivoli) |

|                                 |           |  |
| Margiotta 63’ Pesoli 65’ (aut.) | Marcatori |  |

| L'Aquila 19 marzo 2016, ore 15:00 CET 27ª giornata | L'Aquila                   | 0 – 0 referto | Pisa | Stadio Tommaso Fattori (1252 spett.)\| Arbitro: \| Robilotta (Sala Consilina) \| |
| Arbitro:                                           | Robilotta (Sala Consilina) |               |      |                                                                                  |

| Arbitro: | Perotti (Legnano) |

|                     |           |               |
| Moreo 19’ Caidi 76’ | Marcatori | 44’ Bulevardi |

| Arbitro: | Massimi (Termoli) |

|                      |           |                       |
| Milicevic 45’ (rig.) | Marcatori | 38’ (aut.) Maccarrone |

| Arbitro: | Viotti (Tivoli) |

|                                      |           |                              |
| Benucci 7’ Ghinassi 52’ Ogunseye 56’ | Marcatori | 64’ De Sousa 80’ Sandomenico |

| Arbitro: | Andrea Giuseppe Zanonato (Vicenza) |

|                        |           |                                 |
| Sandomenico 73’ (rig.) | Marcatori | 8’ (rig.) Burrai 14’ Pellegrini |

| Rimini 24 aprile 2016, ore CEST 32ª giornata | Rimini              | 0 – 0 referto | L'Aquila | Stadio Romeo Neri (1589 spett.)\| Arbitro: \| Schirru (Nichelino) \| |
| Arbitro:                                     | Schirru (Nichelino) |               |          |                                                                      |

| Arbitro: | Mainardi (Bergamo) |

|             |           |                           |
| Mancini 74’ | Marcatori | 21’ Pozzebon 91’ Bragadin |

| Arbitro: | Provesi (Treviglio) |

|  |           |             |
|  | Marcatori | 50’ Mancini |

#### Play-out
| Arbitro: | Baroni (Firenze) |

|            |           |             |
| Ligorio 5’ | Marcatori | 26’ Carcuro |

| Arbitro: | Piscopo (Imperia) |

|                                      |           |             |
| Mancino 45’ (rig.), 87’ Polidori 66’ | Marcatori | 69’ Mancini |

### Coppa Italia
| Arbitro: | Forneau (Roma) |

|                        |           |  |
| De Sousa 16’ Sanni 39’ | Marcatori |  |

| Arbitro: | Manganiello (Pinerolo) |

|                                                    |           |  |
| Signori 40’ Evacuo 48’, 65’ Viola 60’ González 82’ | Marcatori |  |

### Coppa Italia Lega Pro
| Arbitro: | Proietti (Terni) |

|                        |           |                |
| Velocci 43’ Adamo 107’ | Marcatori | 15’ Stivaletta |

## Statistiche

### Statistiche di squadra
| Competizione          | Punti                | In casa | In casa | In casa | In casa | In casa | In casa | In trasferta | In trasferta | In trasferta | In trasferta | In trasferta | In trasferta | Totale | Totale | Totale | Totale | Totale | Totale | DR  |
| Competizione          | Punti                | G       | V       | N       | P       | Gf      | Gs      | G            | V            | N            | P            | Gf           | Gs           | G      | V      | N      | P      | Gf     | Gs     | DR  |
| --------------------- | -------------------- | ------- | ------- | ------- | ------- | ------- | ------- | ------------ | ------------ | ------------ | ------------ | ------------ | ------------ | ------ | ------ | ------ | ------ | ------ | ------ | --- |
| Lega Pro              | 33                   | 17      | 6       | 7       | 4       | 18      | 13      | 17           | 4            | 3            | 10           | 16           | 28           | 34     | 10     | 10     | 14     | 34     | 41     | -7  |
| Coppa Italia          | secondo turno        | 1       | 1       | 0       | 0       | 2       | 0       | 1            | 0            | 0            | 1            | 0            | 5            | 2      | 1      | 0      | 1      | 2      | 5      | -3  |
| Coppa Italia Lega Pro | sedicesimi di finale | 0       | 0       | 0       | 0       | 0       | 0       | 1            | 0            | 0            | 1            | 1            | 2            | 1      | 0      | 0      | 1      | 1      | 2      | -1  |
| Totale                | 33                   | 18      | 7       | 7       | 4       | 20      | 13      | 19           | 4            | 3            | 12           | 17           | 35           | 37     | 11     | 10     | 16     | 37     | 48     | -11 |

### Andamento in campionato
La tabella seguente tiene conto della classifica avulsa nel calcolo della posizione in classifica. Alla 1ª giornata la società sconta la penalizzazione di 1 punto; alla 21ª giornata sconta la penalizzazione di 13 punti.
| Giornata  | 1 | 2 | 3 | 4 | 5 | 6  | 7  | 8 | 9 | 10 | 11 | 12 | 13 | 14 | 15 | 16 | 17 | 18 | 19 | 20 | 21 | 22 | 23 | 24 | 25 | 26 | 27 | 28 | 29 | 30 | 31 | 32 | 33 | 34 |
| --------- | - | - | - | - | - | -- | -- | - | - | -- | -- | -- | -- | -- | -- | -- | -- | -- | -- | -- | -- | -- | -- | -- | -- | -- | -- | -- | -- | -- | -- | -- | -- | -- |
| Luogo     | C | T | C | T | T | C  | T  | C | C | T  | C  | T  | C  | T  | C  | T  | C  | T  | C  | T  | C  | C  | T  | C  | T  | T  | C  | T  | C  | T  | C  | T  | C  | T  |
| Risultato | V | V | P | P | P | P  | N  | V | N | P  | V  | N  | V  | P  | V  | P  | V  | P  | N  | V  | N  | N  | V  | N  | P  |    |    |    |    |    |    |    |    |    |
| Posizione | 4 | 2 | 3 | 5 | 8 | 12 | 11 | 9 | 9 | 13 | 9  | 10 | 9  | 10 | 9  | 11 | 9  | 9  | 10 | 9  | 16 | 16 | 16 | 16 | 16 |    |    |    |    |    |    |    |    |    |

Legenda:

Luogo: C = Casa; T = Trasferta. Risultato: V = Vittoria; N = Pareggio; P = Sconfitta.

### Statistiche dei giocatori
| Giocatore       | Campionato | Campionato | Campionato  | Campionato | Coppa Italia | Coppa Italia | Coppa Italia | Coppa Italia | Coppa Italia Lega Pro | Coppa Italia Lega Pro | Coppa Italia Lega Pro | Coppa Italia Lega Pro | Totale   | Totale | Totale      | Totale     |
| Giocatore       | Presenze   | Reti       | Ammonizioni | Espulsioni | Presenze     | Reti         | Ammonizioni  | Espulsioni   | Presenze              | Reti                  | Ammonizioni           | Espulsioni            | Presenze | Reti   | Ammonizioni | Espulsioni |
| --------------- | ---------- | ---------- | ----------- | ---------- | ------------ | ------------ | ------------ | ------------ | --------------------- | --------------------- | --------------------- | --------------------- | -------- | ------ | ----------- | ---------- |
| M. Anderson     | 9          | 0          | 2           | 1          | 2            | 0            | 1            | 0            | 1                     | 0                     | 1                     | 0                     | 12       | 0      | 4           | 1          |
| N. Bensaja      | 19         | 1          | 9           | 0          | 2            | 0            | 1            | 0            | 1                     | 0                     | 1                     | 0                     | 22       | 1      | 11          | 0          |
| M. Bigoni       | 17         | 0          | 2           | 0          | 1            | 0            | 0            | 0            | 0                     | 0                     | 0                     | 0                     | 18       | 0      | 2           | 0          |
| L. Bruno        | 0          | 0          | 0           | 0          | 0            | 0            | 0            | 0            | 0                     | 0                     | 0                     | 0                     | 0        | 0      | 0           | 0          |
| D. Bulevardi    | 6          | 0          | 0           | 0          | 0            | 0            | 0            | 0            | 0                     | 0                     | 0                     | 0                     | 6        | 0      | 0           | 0          |
| T. Ceccarelli   | 18         | 2          | 4           | 1          | 2            | 0            | 1            | 0            | 0                     | 0                     | 0                     | 0                     | 20       | 2      | 5           | 1          |
| N. Cosentini    | 19         | 0          | 4           | 0          | 0            | 0            | 0            | 0            | 1                     | 0                     | 0                     | 0                     | 20       | 0      | 4           | 0          |
| A. De Francesco | 20         | 0          | 6           | 1          | 2            | 0            | 0            | 0            | 0                     | 0                     | 0                     | 0                     | 22       | 0      | 6           | 1          |
| C. De Sousa     | 24         | 3          | 2           | 0          | 2            | 1            | 0            | 0            | 0                     | 0                     | 0                     | 0                     | 26       | 4      | 2           | 0          |
| D. Di Mercurio  | 14         | 0          | 1           | 0          | 2            | 0            | 0            | 0            | 1                     | 0                     | 0                     | 0                     | 17       | 0      | 1           | 0          |
| D. Gizzi        | 0          | 0          | 0           | 0          | 0            | 0            | 0            | 0            | 0                     | 0                     | 0                     | 0                     | 0        | 0      | 0           | 0          |
| G. Ligorio      | 11         | 0          | 0           | 0          | 2            | 0            | 0            | 0            | 1                     | 0                     | 0                     | 0                     | 14       | 0      | 0           | 0          |
| M. Iannascoli   | 1          | 0          | 1           | 0          | 1            | 0            | 0            | 0            | 1                     | 0                     | 0                     | 0                     | 3        | 0      | 1           | 0          |
| G. Maccarrone   | 17         | 0          | 4           | 1          | 0            | 0            | 0            | 0            | 0                     | 0                     | 0                     | 0                     | 17       | 0      | 4           | 1          |
| A. Mancini      | 7          | 0          | 0           | 0          | 2            | 0            | 0            | 0            | 1                     | 0                     | 0                     | 0                     | 10       | 0      | 0           | 0          |
| M. Mancini      | 23         | 2          | 5           | 0          | 2            | 0            | 1            | 0            | 0                     | 0                     | 0                     | 0                     | 25       | 2      | 6           | 0          |
| H. Miličević    | 11         | 0          | 0           | 0          | 0            | 0            | 0            | 0            | 1                     | 0                     | 0                     | 0                     | 12       | 0      | 0           | 0          |
| R. Perna        | 21         | 5          | 2           | 0          | 0            | 0            | 0            | 0            | 1                     | 0                     | 0                     | 0                     | 22       | 5      | 2           | 0          |
| E. Pesoli       | 5          | 0          | 0           | 0          | 0            | 0            | 0            | 0            | 0                     | 0                     | 0                     | 0                     | 5        | 0      | 0           | 0          |
| S. Piva         | 17         | 1          | 4           | 1          | 0            | 0            | 0            | 0            | 0                     | 0                     | 0                     | 0                     | 17       | 1      | 4           | 1          |
| S. Sandomenico  | 24         | 11         | 6           | 0          | 2            | 0            | 1            | 0            | 1                     | 0                     | 0                     | 0                     | 27       | 11     | 7           | 0          |
| A. Sanni        | 10         | 0          | 2           | 0          | 2            | 1            | 0            | 0            | 1                     | 0                     | 0                     | 0                     | 13       | 1      | 2           | 0          |
| L. Savelloni    | 4          | -5         | 1           | 0          | 0            | 0            | 0            | 0            | 1                     | -2                    | 0                     | 0                     | 5        | -7     | 1           | 0          |
| F. Scotti       | 8          | -9         | 1           | 0          | 0            | 0            | 0            | 0            | 0                     | 0                     | 0                     | 0                     | 8        | -9     | 1           | 0          |
| C. Stivaletta   | 6          | 0          | 1           | 0          | 1            | 0            | 0            | 0            | 1                     | 1                     | 0                     | 0                     | 8        | 1      | 1           | 0          |
| V. Triarico     | 20         | 2          | 3           | 0          | 0            | 0            | 0            | 0            | 1                     | 0                     | 0                     | 0                     | 21       | 2      | 3           | 0          |
| G. Zandrini     | 15         | -15        | 0           | 2          | 2            | -5           | 0            | 0            | 0                     | 0                     | 0                     | 0                     | 17       | -20    | 0           | 2          |